# Тано Хаджиолов
Тано Хаджиолов е български революционер, деец на Вътрешната македоно-одринска революционна организация (ВМОРО).

## Биография
Роден е в българския южномакедонски град Кукуш, тогава в Османската империя, днес Килкис в Гърция. Взема дейно участие в националноосвободителните борби на българите в Македония. Един от „терористите екзекутори“, който по решение на ВМОРО изпълнява някои от екзекуциите на врагове на организацията и на населението. Заедно с Туше Учуменут убиват прочутия пладнешки разбойник Кьор Алията, теророзиращ пътниците по солунския път. В Кукуш той и Гоце Бояджиев убиват двама кукушани, сподвижници на турски офицери, и за да избегнат възможен арест, отиват в четата на Христо Чернопеев.
В 1902 година Тано Хаджиолов е в четата на Гоце Делчев.